# Chibi-Robo!: Zip Lash
Chibi-Robo!ː Zip Lash é a sequela Chibi-Roboǃ: Park Patrol e foi desenvolvido pela Skip Ltd. e Vanpool. Foi lançado no Japão e Estados Unidos da América em outubro e na Europa e Austrália em novembro de 2015.

## História
Chibi-Robo!ː Zip Lash leva um minúsculo 4 polegadas de altura Chibi-Robo em uma aventura para salvar os recursos naturais do mundo a dos extraterrestres Gyorians. Com a ajuda de seu amigo, Telly, ele viaja pelo mundo tentando impedir o roubo dos recursos naturais do mundo.

## Jogabilidade
Chibi-Robo tem dois ataques principais. Um deles é o chicote Lash, onde rapidamente balança o cabo de alimentação como um chicote, e sendo o outro a habilidade assinatura Zip Lash. Ele permite que o jogador mantenha pressionado o botão Y para carregar o poder por um momento para enviar cabo de alimentação de Chibi-Robo voar com grande velocidade e potência.

## Amiibo
O amiibo Chibi-Robo tem várias funções dentro do jogo. Ele pode ser usado para dar vida útil da bateria 2k a Chibi-Robo e um melhor cabo de alimentação, bem como desbloquear a uma máquina de Chibi-Capsule dentro de casa de Chibi-Robo (Chibi House).

O amiibo pode aumentar de nível no final de cada etapa ganhando pontos de experiência. Com o aumento de nível do amiibo é possível obter raridades de figuras que aparecem na máquina Chibi-Capsule, e a quantidade de tempo que o jogador pode usar o amiibo para invocar Super Chibi-Robo durante um etapa sobe.

Chibi-Robo!ː Zip Lash é ainda compativel com mais 56 amiibos que podem ser usados para obter moedas.